# Прапор Іспанії
Держа́вний пра́пор Іспа́нії (іспанська Bandera de España); також Rojigualda) — складається з червоної, жовтої і червоної горизонтальних смуг із гербом посередині (червоно-жовтий прапор, ісп. Bandera encarnada y amarilla, La bandera roja y gualda). Три смуги розташовані таким чином; червона смуга вгорі, жовта смуга посередині та червона смуга внизу. Середня жовта смуга вдвічі більша за ширину кожної червоної смуги. Герб Іспанії розміщено зміщено від центру до підйому прапора. Це поєднання шести різних гербів, що представляють шість королівств, що входять до складу Іспанії. Червоний замок символізує Королівство Кастилія, а червоний лев — Королівство Леон, вертикальні червоно-жовті смуги представляють Королівство Арагон, золота ланцюжок — Королівство Наварра. Квітка граната в нижній частині символізує королівство Гранада, а квітка лілії (fleur-de-lis) — дім Бурбонів. Два Геркулесові стовпи символізують Гібралтарську протоку, а на вершині двох стовпів знаходяться дві корони, імператорська корона та королівська корона. Королівська корона символізувала короля Іспанії, тоді як імператорська корона символізувала імператора Священної Римської імперії з королем Карлом, який обіймав обидві посади наприкінці 18 століття. Напис на червоному прапорі, що огортає дві колони, — «Plus Ultra», що перекладається як «Далі за межами», що представляє нещодавно відкриті на той час території Америки після подорожей Христофора Колумба. Червоний і жовтий кольори прапора були обрані як основні кольори на гербі короля Фердинанда II. Співвідношення ширини прапора до довжини 2:3.
Після приходу у 1938 році до влади Франко цей прапор став прапором Іспанії.

## Історичні прапори

1701—1748
1748—1785
1785—1873 1874 — 1931
1873—1874
1931—1939
1938—1945
1945—1977
1977—1981

## Протокол підняття прапора
Прапор повинен бути піднятий тільки горизонтально. Його можна піднімати з громадських будівель, приватних будинків, підприємств, кораблів, міських площ або під час офіційних церемоній. Хоча прапор має бути піднятий від сходу до заходу сонця, державні установи в Іспанії та за кордоном повинні вивішувати його 24 години на добу; вночі та в умовах недостатньої освітленості він повинен бути належним чином освітлений. Прапори повинні відповідати законодавчим нормам і не можуть бути забруднені або пошкоджені в будь-який спосіб .
Під час траурних заходів прапор може бути вивішений одним із наступних способів. Перший спосіб, широко відомий як приспущення, полягає в тому, що прапор піднімають до верхівки флагштока, а потім спускають до однієї третини його положення. Інший спосіб полягає у прикріпленні чорної стрічки до прапора, який постійно прикріплений до древка. Сама стрічка має ширину десять сантиметрів і кріпиться до щогли так, щоб кінці стрічки сягали нижньої частини прапора. Під час похоронної церемонії прапор може використовуватися для покриття трун державних службовців, солдатів та осіб, визначених актом президента; пізніше ці прапори згортаються і вручаються найближчим родичам перед похованням .
При піднятті іспанського прапора разом з іншими прапорами дотримується наступний порядок: державний прапор, прапори іноземних держав, прапор Європи, міжнародних неурядових організацій, військові та державні штандарти, прапори автономних співтовариств, міські прапори та будь-які інші прапори. Коли поряд з іспанським прапором використовуються іноземні прапори, вони сортуються відповідно до назв країн в алфавітному порядку іспанською мовою. Єдиним винятком є випадки, коли конгрес або зустріч, що проводиться в Іспанії, диктує іншу мову для сортування. Прапор Європи піднімається відтоді, як Іспанія стала членом Європейського Союзу. Хоча прапор НАТО не згадується в законі, він також може використовуватися в Іспанії, оскільки належить цій організації .
При розгортанні в присутності інших прапорів національний прапор не повинен мати менші розміри і повинен бути розташований на видному, почесному місці, згідно з відповідним протоколом .

## Нотатки
1. ↑  Іншими мовами Іспанії:
  - араг. Bandera d'Espanya
  - аст. Bandera d'España
  - баск. Espainiako bandera
  - кат. Bandera d'Espanya
  - гал. Bandeira de España
  - окс. Drapèu d'Espanha.